# Весељух
43° 45′ 51″ N 15° 21′ 57″ E / 43.76417° С; 15.36583° И
Весељух је ненасељено острвце у хрватском дијелу Јадранског мора. Налази се у Корнатском архипелагу око 0,2 km сјевероисточно од крајње источне тачке острва Пишкера. Дио је Националног парка Корнати. Његова површина износи 0,014 km², док дужина обалске линије износи 0,47 km. Највиши врх је висок 4 m. Грађен је од кречњака кредне старости. Административно припада општини Муртер-Корнати у Шибенско-книнској жупанији.